# Östra och Medelsta häraders organist-, kantors- och folkskollärareförening
Östra och Medelsta häraders organist-, kantors- och folkskollärareförening är en förening i Blekinge län för organister, kantorer och folkskollärare.

## Ordförande
- 1839-1854 P. M. Sandstedt i Ronneby
- 1854 E. Lindblad i Hjortsberga
- 1855-1856 E. Ekholm i Karlskrona
- 1857-1861 S. Malmborg i Kristianopel
- 1862-1901 Johan August Askling
- 1901-1922 C. A. Andersson
- 1922-1935 Svante Sjöberg
- 1939-1956 Torsten Wall
- 1967-1979 Gustaf Fryksén
- 1979-1990 Christer Magnusson
- 1990-2000 Anita Johnsson Fridlund
- 2000- Staffan Sundås

## Sekreterare
- 1851-1856 Anderas Holmberg i Listerby
- H. Elborgh